# Аґарак
Агара́к (вірм. Ագարակ) — місто, розташоване на півдні Вірменії, у марзі (області) Сюнік.

## Географія
Агарак знаходиться на кордоні з Іраном за 9 км на захід від Мегрі. Він розташований на лівому березі річки Аракс на невеликій рівнині, з трьох сторін оточений схилами Зангезурського хребта. Залізнична станція на недіючій і напівзруйнованій гілці Єреван — Нахічевань — Джульфа — Мегрі — Міджнаван — Баку.

## Історія
Агарак засновали в 1949 році як військове селище, а в 1954 році отримав статус селища міського типу. У 1990-х роках отримав статус міста.
Більша частина будинків багатоповерхові, з рожевого туфу. Водопостачання здійснюється з артезіанських джерел.

## Економіка
Агарак вважається містом гірників, є центром кольорової металургії. У 1853 році було відкрито мідно-молібденові родовище, а в 1958 році в селищі було відкрито мідно-молібденовий комбінат, який включає кар'єр і збагачувальну фабрику. У 1989 році робота комбінату припинилася і була відновлена тільки в 2000 році. У травні 2004 року американська компанія Comsup Commodities придбала 100% акцій закритого акціонерного товариства за 600 тис. доларів. Відповідно до договору, покупець зобов'язався протягом двох років з моменту приватизації інвестувати в підприємство 3.5 млн дол. Кошти повинні були бути спрямовані на технологічну модернізацію і збільшення обсягів видобутку руди. За перше півріччя в 2004 р. комбінат виробив продукції на 3.983 млрд драмів (+11,9% до попереднього року). Експорт за цей період збільшився на 8,5% і склав 1771 млн драмів. В наш час[коли?] комбінат забезпечує роботою близько 1000 чоловік, тобто п'ята частина всього населення міста.
У місті знаходяться митниця — пункт Карчівань і прикордонний ринок Вірменія — Іран.
30 листопада 2004 р. в Агараці почалося будівництво вірменської ділянки газопроводу Іран — Вірменія.

## Міста-побратими
- Солігорськ (біл. Салігорск), Білорусь[2]